# Brigandine: Grand Edition
Brigandine: Grand Edition је јапанска видео-игра коју је развио Харт Робин а која је и наставак видео-игре Brigandine: Legend of Forsena. Игра је објављена први пут 2000. године у Јапану где је постигла мали успех па због тога никад није преведена са јапанског језика. 2006. фанови првог дела игре најавили су пројекат превода игре са јапанског на енглески језик али тај пројекат је због мањег интересовања само делом завршен.
GE избацује многе важне делове Brigandine игре (борба два чудовишта, анимације борби), па је због тога критикован од стране фанова.

## Новине
уводи многе новине у игру. Неке од њих су:
- Додате анимације које замењују дијалоге.
- Нови начин сукоба између чудовишта.
- Нове магије, ствари, ударци, створења, витези, приче и др.
- Све је на јапанском језику.
- Могуће је играти с Есгарским царством.
- Могуће је да се игра против других играча (укупно шест) -
- Нова правила у биткама
- Потпуно нова музика
- Монструми могу да добијају ствари
- Када се освоји континент, играч се сукобљава са Булнојлом

## Унутрашње везе
- Brigandine: Legend of Forsena